# Балон (Ардени)
Балон (фр. Baâlons) насеље је и општина у североисточној Француској у региону Шампањ-Арден, у департману Ардени која припада префектури Шарлвил Мезјер.
По подацима из 2011. године у општини је живело 224 становника, а густина насељености је износила 15,22 становника/km². Општина се простире на површини од 14,72 km². Налази се на средњој надморској висини од 220 метара.

## Демографија
| 1962. | 1968. | 1975. | 1982. | 1990. | 1999. | 2011. |
| ----- | ----- | ----- | ----- | ----- | ----- | ----- |
| 165   | 169   | 163   | 147   | 160   | 170   | 224   |

График промене броја становника у току последњих година